# Verre plat
Le verre plat est un verre fabriqué sous forme de feuilles. Il est principalement utilisé pour la fabrication des vitres et des miroirs. Les verres plats, constituent avec les verres creux, les fibres de verre et les verres cellulaires, les principales familles de verre.
Le verre plat constitue une bonne part de la production industrielle verrière au XXIe siècle. Cet article décrit les procédés de fabrication de celui-ci.

## Procédés et caractéristiques de fabrication

### Procédés artisanaux
- Soufflage : verre soufflé :

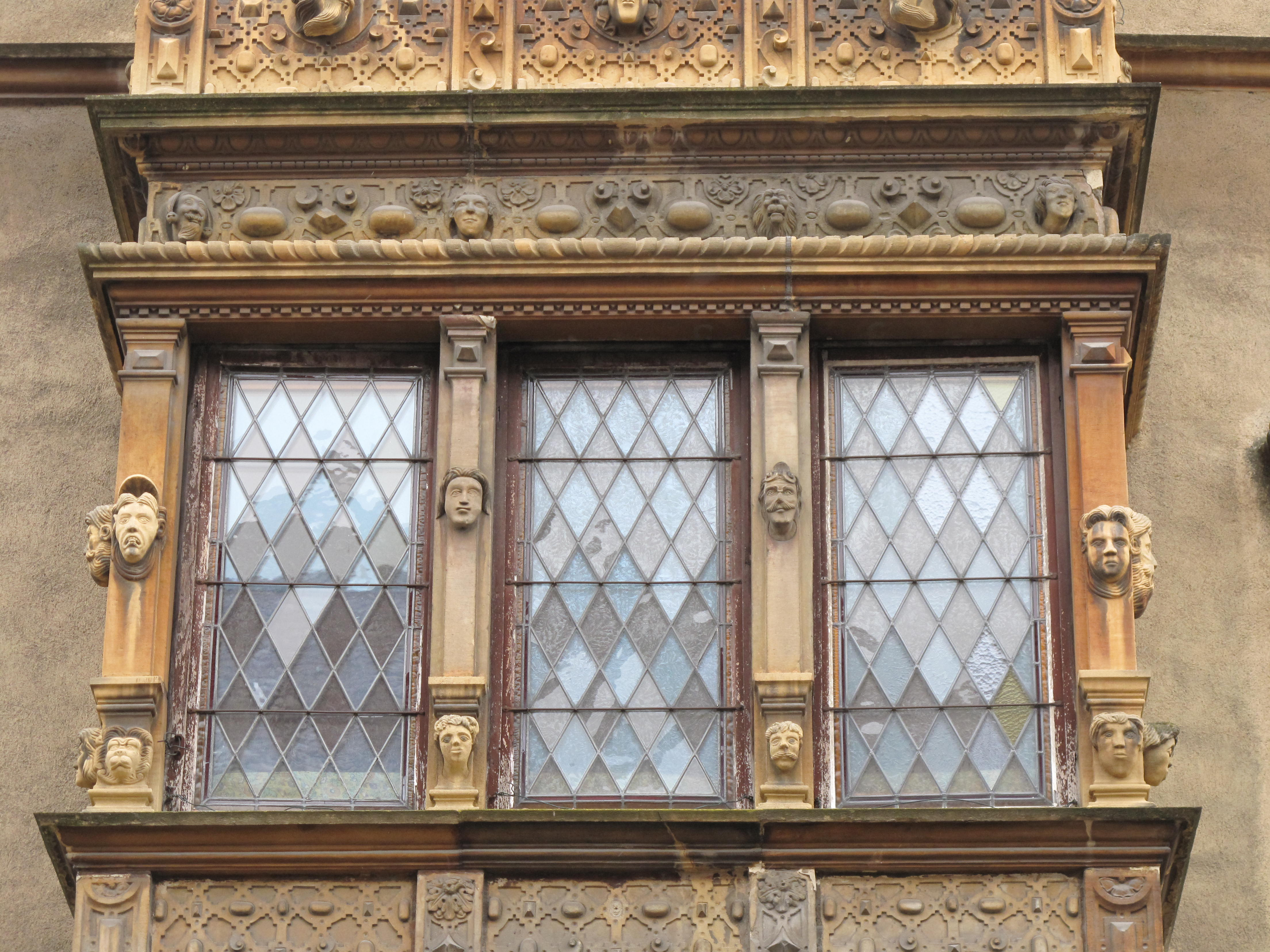
Fenêtre de la Maison des Têtes de Colmar, 1609. Verres losangés obtenus par soufflage en couronne, la méthode dite « normande »

  - soufflage - fendage - étendage : soufflage en manchon : fabrication du verre des vitraux ;
  - soufflage - centrifugation : soufflage en couronne ;
- Coulage sur table et laminage[3] : verre coulé

### Procédés industriels
| Procédé                                                                              | Type de verre                      | Définition                                                                                    | Exemples                                                                            |
| ------------------------------------------------------------------------------------ | ---------------------------------- | --------------------------------------------------------------------------------------------- | ----------------------------------------------------------------------------------- |
| Étirage (procédés Fourcault, Pittsburgh, Colburn, Libbey-Owens, étirage vers le bas) | Verre étiré (ancien verre à vitre) |                                                                                               |                                                                                     |
| Laminage (procédés Bichereux, PPG)                                                   | Verre laminé (appelé verre coulé)  | Le verre fondu est passé entre deux cylindres lamineurs                                       | Verres imprimés, verres armés, verres spéciaux pour des applications particulières. |
| Flottage                                                                             | Verre flotté ou float glass        | Le verre fondu est versé sur un bain d'étain liquide et s'y étale en formant un ruban continu | La majorité des verres plats                                                        |

Alors que le verre à vitre, produit suivant des technologies traditionnelles, telles que le procédé d'étirage peut être considéré comme faisant partie de l’histoire du verre, d’autres verres imprimés et spéciaux sont produits essentiellement par laminage pour des marchés particuliers assez limités. De nos jours, plus de 80 % du verre plat produit dans le monde est du verre de type « float » produit par flottage.

#### Le procédé du«float»
En fait, le terme « float » se réfère en même temps à la technologie la plus récente pour produire du verre plat. Ce procédé consiste à verser le verre en fusion sur une couche de métal liquide, le plus souvent de l'étain liquide, puis à le refroidir lorsque le verre formé est suffisamment stabilisé du point de vue physique et dimensionnel. L'utilisation de l'étain est dû à sa non-miscibilité avec le verre, et à sa densité, plus élevée que le verre, pour que ce dernier reste en surface du « bain » d'étain.
Ce principe a été découvert au milieu du XIXe siècle par Henry Bessemer. Différents brevets ont été déposés aux États-Unis lorsque certains verriers, comme PPG ont commencé à expérimenter le procédé « float », mais la découverte capitale dans la technologie du verre « float » a été faite par Pilkington Brothers (PB) dans les années 1950. À partir d’un objectif clair et bien défini, celui de polir naturellement le verre laminé sur une couche de métal, évitant ainsi les opérations de meulage et de polissage, ils ont pu mettre au point le premier procédé de fabrication de verre « float » commercialement réussi. Sept années d’efforts intensifs et de dépenses considérables ont été nécessaires pour la mise au point.
À présent, la technologie « float » est utilisée pour la production de verre plat dans différentes applications :
- bâtiment et architecture ;
- automobile ;
- vitrerie ;
- miroiterie ;

avec différents niveaux de qualité dans une large gamme d’épaisseurs allant de 2 à 12 mm en restant dans le domaine standard. L’ensemble de ces qualités et les caractéristiques dimensionnelles et physiques correspondantes sont détaillées dans deux documents de référence : la spécification standard US pour verre plat C-1036-691 et la norme française / européenne NF-EN 572-2.

### Recyclage
Le verre plat de déconstruction et de la rénovation de façades peut être recyclé mais ne doit pas être mélangé au verre de bouteilles.

En France début 2017, 2 à 3 millions de fenêtres sont démontées et mises en décharge chaque année ; le double-vitrage y est de plus en plus fréquent et devrait concerner 50 % des fenêtres dans les 5 ans, selon Covanord. Début 2017 seuls 5 % (à peine 10.000 t/an) étaient recyclées.

Le 6 novembre 2017 Nicolas Hulot (ministre de la Transition écologique et solidaire) et Bruno Le Maire (ministre de l’économie et des finances) ont signé avec Federec (fédération des entreprises du recyclage), la FFPV (fédération française des professionnels du verre), le pôle fenêtre de la FFB (Ufme, SNFA, SNFPSA, UMB, FFB Métallerie), le SNED (syndicat national des entreprises de démolition) et le SRBTP (syndicat des recycleurs du BTP)  un engagement pour la croissance verte spécifique au recyclage du verre plat de déconstruction.

Un but de 40.000 tonnes collectées et triées par an d'ici à la fin de 2020 (sur un gisement de 200.000 t) a été fixé, avec un 80 000 t à atteindre en 2025 grâce à une amélioration de la logistique de récupération et de meilleurs techniques de démantèlement.

### Entreprises de l'industrie du verre plat
- Saint-Gobain Glass
- Asahi Glass Co., Ltd. (AGC)
- Nippon Sheet Glass (qui a racheté PB en 2006)
- Guardian Industries
- Cardinal Glass Industries
- Mediterranean Float Glass (MFG)
- PPG Industries